# Колесник Леонід Васильович
Леоні́д Васи́льович Коле́сник (нар. 19 травня 1908, Київ — пом. 9 жовтня 1965, Кишинів) — радянський вчений у галузі виноградарства. Доктор сільськогосподарських наук з 1955 року, професор з 1956 року.

## Біографія
Народився 6 (19) травня 1908 року в Києві. 1931 року закінчив Одеський сільськогосподарський інститут. Відтоді працював науковим співробітником в Українському науково-дослідному інституті виноградарства і виноробства. У 1944—1947 роках — завідувач кафедри виноградарства і виноробства Херсонського сільськогосподарського інституту. З 1947 року — завідувач кафедри виноградарства, водночас у 1954—1961 роках — декан факультету плодоовочівництва та виноградарства Кишинівського сільськогосподарського інституту імені М. В. Фрунзе.
Помер у Кишиневі 9 жовтня 1965 року.

## Наукова діяльність
Розробив комплекс технологічних прийомів вирощування щеплених виноградних саджанців. Впершн вивчив вплив мікроелементів на процеси регенерації у прививок винограду. Ним запропонована система добрив на виноградниках і виноградних розсадниках, методика реконструкції виноградних насаджень, створено колекцію, яка налічує близько 1000 сортів винограду, і селекційний розплідник. Автор 170 наукових робіт. Серед них:
- Физиологические основы прививки винограда // Тр. Кишинев. с.-х. ин-та. 1956. Т. 10;
- Виноградный питомник. К., 1957;
- Виноградарство. — К., 1968;
- Физиология вегетативного размножения //В книге: Стоев К. Д. Физиологические основы виноградарства. София, 1973. Ч. 2.